# Ephraim (Utah)
Ephraim es una ciudad del condado de Sanpete, Utah, Estados Unidos. Según el censo de 2000 la población era de 4.505 habitantes. 

## Geografía
Ephraim se localiza en las coordenadas 39°21′29″N 111°35′2″O / 39.35806, -111.58389.
Según la oficina del censo de Estados Unidos, la ciudad tiene un área total de 9,2 km². No tiene superficie cubierta de agua.

## Demografía
Según el censo de 2000, había 4.505 habitantes, 1.128 casas y 753 familias residían en la ciudad. La densidad de población era 487,2 habitantes/km². Había 1.275 unidades de alojamiento con una densidad media de 137,9 unidades/km².
La composición racial de la ciudad era 89,23% blanco, 0,38% afroamericano, 0,38% indio americano, 1,29% asiático, 0,53% de las islas del Pacífico, 6,86% de otras razas y 1,33% de dos o más razas. Los hispanos o latinos de cualquier raza eran el 9,86% de la población.
Había 1.128 casas, de las cuales el 38,7% tenía niños menores de 18 años, el 55,8% eran matrimonios, el 7,4% tenía un cabeza de familia femenino sin marido, y el 33,2% no eran familia. El 14,6% de todas las casas tenían un único residente y el 7,6% tenía sólo residentes mayores de 65 años. El promedio de habitantes por hogar era de 3,59 y el tamaño medio de familia era de 3,71.
El 24,9% de los residentes era menor de 18 años, el 9,4% tenía edades entre los 18 y 24 años, el 14,0% entre los 25 y 44, el 12,3% entre los 45 y 64, y el 6,5% tenía 65 años o más. La media de edad era 20 años. Por cada 100 mujeres había 80,9 hombres. Por cada 100 mujeres de 18 años o más, había 73,3 hombres.
El ingreso medio por casa en la ciudad era de 28.318$, y el ingreso medio para una familia era de 35.568$. Los hombres tenían un ingreso medio de 28.421$ contra 21.042$ de las mujeres. Los ingresos per cápita para la ciudad eran de 9.624$. Aproximadamente el 12,3% de las familias y el 31,0% de la población estaban por debajo del nivel de pobreza, incluyendo el 13,0% de menores de 18 años y el 7,8% de mayores de 65.

## Residentes Ilustres
- Richard Nibley, violinista y compositor.
- Linnie Findlay, escritor sobre la historia de Findlay.